# North/Clybourn (métro de Chicago)
North/Clybourn est une station souterraine de la ligne rouge du métro de Chicago située au croisement de North Avenue, Halsted Street et Clybourn Avenue. La station se trouve dans le quartier de Near North Side juste au nord du Loop.

## Histoire
Conçue par le cabinet d’architectes Shaw, Naess & Murphy en 1939, North/Clybourn est la seule station du State Street Subway à avoir sa salle des guichets en surface. 
Ouverte en octobre 1943, elle est composée de deux quais. Il s’agit de la dernière station en souterrain vers le nord avant que les rames de la ligne rouge ne remontent sur un viaduc. 

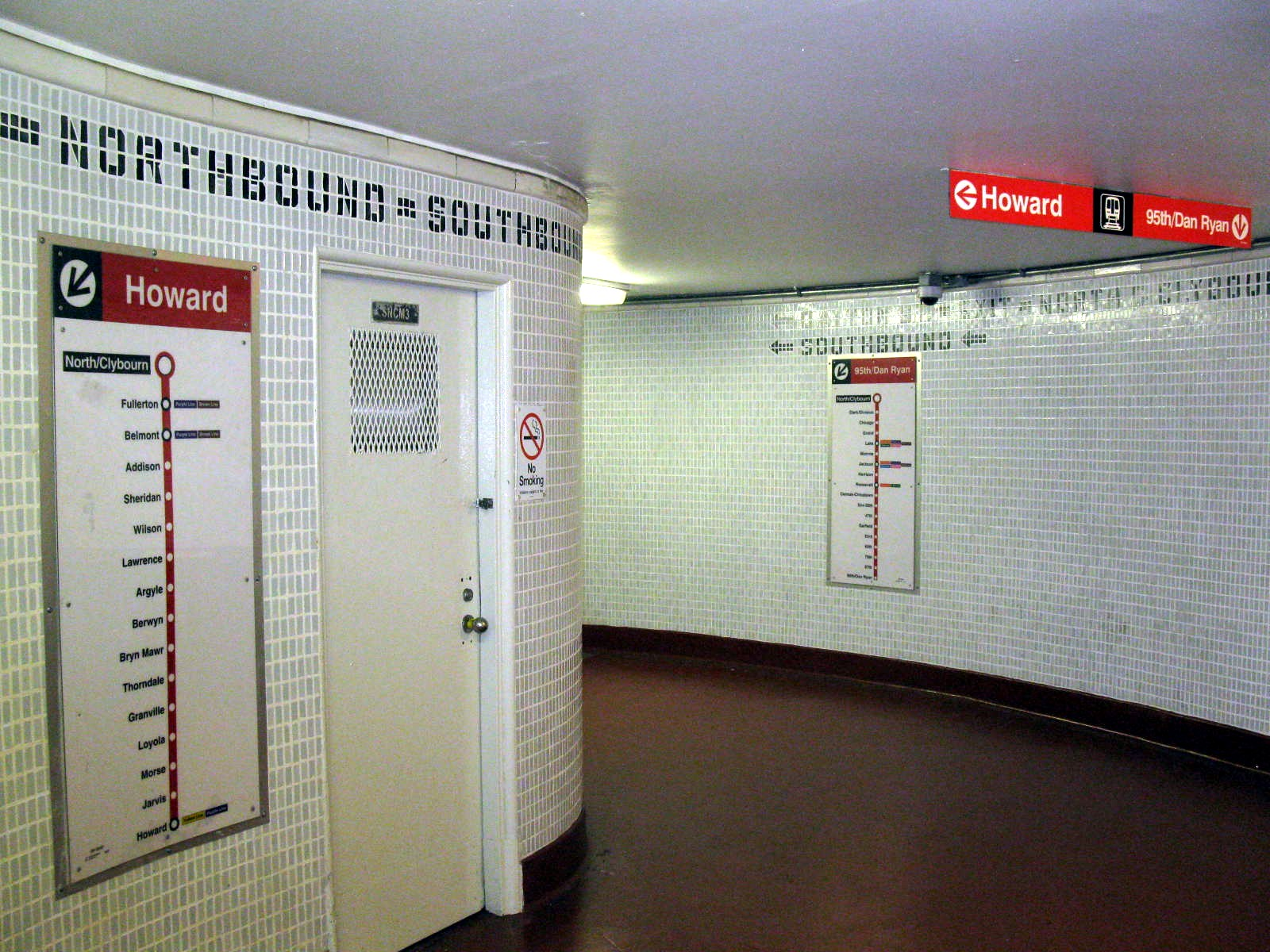
Couloir de la station.

La station est également composée d'une trémie souterraine en sens unique pour assurer la correspondance directe en le métro et le bus. 
Anciennement North/Clybourn était une station de moindre envergure marquée de la mention B dans le Système A/B de la Chicago Transit Authority (CTA) et contrairement à ses voisines, la station fermait ses portes la nuit. Cette situation était due au fait que North/Clybourn se situait dans un ancien quartier d'usines désaffectées à la fin des années 1960 et dont le reclassement ne se fit qu'au début des années 1990 en le transformant en quartier résidentiel qui, aujourd'hui est très prisé par les artistes ou de jeunes architectes de Chicago amateurs de loft. Lors de la grande réorganisation du réseau et de la création de la ligne rouge, North/Clybourn rouvrit ses portes, comme le reste de la ligne rouge, 24h/24 et 7j/7. 
North/Clybourn a très peu changé, l’entrée principale est conforme à son état d’origine. Elle a subi un nettoyage complet en 2002 et ses escalators ont été remplacés en 2003. 
Le 12 août 2009, la Chicago Transit Authority et la ville de Chicago ont approuvé l'offre publique de la société Apple pour la cession des droits de publicité dans  North/Clybourn (Bus & Métro) pour dix ans en échange de la rénovation complète de la station pour un budget total de 3 897 000 de dollars. Les travaux entamés en septembre 2009, sans qu'une décision soit prise quant au changement éventuel de nom de la station en  Apple Itrain . 
La station a été réinaugurée le 23 octobre 2010 en conservant finalement, à la demande des habitants du quartier, son nom d'origine, North/Clybourn et est désormais accessible aux personnes handicapées. 
Apple a inauguré le même jour son nouveau magasin dans la concession commerciale de la station au croisement de Clybourn Street et de Halsted Street, il est accessible en surface et en souterrain. 
1 246 434 passagers ont transité par North/Clybourn en 2008.

## Dessertes
| Nord/Ouest            |  |             |  | Sud/Est                           |
| --------------------- |  | ----------- |  | --------------------------------- |
| Fullerton vers Howard |  | ligne rouge |  | Clark/Division vers 95th/Dan Ryan |
| modifier sur Wikidata |  |             |  |                                   |

## Correspondances
Avec les bus de la Chicago Transit Authority :
- #8 Halsted
- #N9 Ashland (Owl Service - service de nuit)
- #33 Magnificent Mile Express
- #72 North
- #132 Goose Island Express